# Caio Judacílio
Caio Judacílio ou Caio Vidacílio (em latim: Gaius Iudacilius ou Vidacilius; m. 89 a.C.), natural de Ásculo Piceno, foi dos chefes italiotas (úmbrios, samnitas, etc) durante a Guerra Social (91–88 a.C.)

## Biografia
Deflagrada a Guerra Social, Judacílio dirigiu as operações dos aliados na Apúlia, onde tomou Canúsio, Venúsia e outras cidades, algumas das quais se lhe abriram as portas sem luta. Ao tomar essas cidades, fez executar os nobres romanos, incorporando pobres e escravos às suas fileiras. 
Ajudado por Tito Afrânio (também chamado Lafrênio) e Públio Ventídio Basso, obteve uma grande vitória, no monte Falerino, sobre as legiões de Cneu Pompeu Estrabão.
Ao cabo de uma série de operações militares, acabou sitiado em Ásculo onde, para não cair nas mãos dos romanos, tirou a própria vida, ingerindo veneno e se atirando sobre uma pira em chamas, que mandara preparar para esse fim (89 a.C.).